# Mordecai Paldiel
Mordecai Paldiel (né Markus Wajsfeld), né le 10 mars 1937 à Anvers, en Belgique, est un historien juif américain, d'origine belge, spécialisé dans l'histoire de la Shoah et particulièrement dans l'histoire de ceux venus en aide aux Juifs durant la Seconde Guerre mondiale.

## Éléments biographiques
Markus Wajsfeld est né le 10 mars 1937 à Anvers, en Belgique,. Il est le fils de Szlomo Wajsfeld, un diamantaire originaire de Miechów, près de Cracovie, en Galicie, Pologne et de Hinde Wajsfeld née Labin, originaire de Uhnow, en Pologne, aujourd'hui en Ukraine, ses deux parents venant de familles hassidique (Belz (Ukraine)). Markus Wajsfeld vient d'une famille de cinq enfants.
Un prêtre catholique aide la famille Wajsfeld en 1940 à quitter la Belgique occupée par les nazis vers la Suisse via la France. Markus Wajsfeld a alors trois ans. Il découvre dans les archives du YIVO qu'à l'âge de 5 ans, à l'été 1942, il est caché dans une maison d'enfants en France, dirigée par le Grand-rabbin Schneour Zalman Schneersohn.
Après la Seconde Guerre mondiale, la famille Wajsfeld s'installe à New York.
Mordecai Paldiel reçoit une licence (B.A.) de l'université hébraïque de Jérusalem. Il reçoit une maîtrise (M.A.) et un doctorat (Ph.D.) en religion et études de l'Holocauste de l'Université Temple de Philadelphie.
Il occupe pendant dix ans la fonction de directeur du département des Justes à Yad Vashem, à Jérusalem.
Il enseigne au Stern College de l'Université Yeshiva et au Queens College (New York).

## Œuvres
- (en) Mordecai Paldiel. Secular Dualism: The 'religious' Nature of Hitler's Antisemitism. Temple University, 1982.
- (en) Mordecai Paldiel. Sheltering the Jews: Stories of Holocaust Rescuers. 1996.  (ISBN 9780800628970)
- (en)  Mordecai Paldiel. Saving the Jews: Amazing Stories of Men and Women who Defied the "final solution". Schreiber, 2000.  (ISBN 1887563555),  (ISBN 9781887563550)
- (en) Mordecai Paldiel. Churches and the Holocaust: Unholy Teaching, Good Samaritans, and Reconciliation. KTAV Publishing House, 2006.  (ISBN 088125908X),  (ISBN 9780881259087)
- (en) Mordecai Paldiel. The Righteous Among the Nations: Rescuers of Jews During the Holocaust, 2007.  (ISBN 0061151122)
- (en) Mordecai Paldiel. Saving the Jews: Men and Women who Defied the Final Solution, 2011.  (ISBN 9781887563550)
- (en) Mordecai Paldiel. Encyclopedia of the Holocaust, New York, Macmillan, vol. 3.
- (en) Mordecai Paldiel. Saving One's Own: Jewish Rescuers During the Holocaust. University of Nebraska Press, 2017.  (ISBN 0827612613), (ISBN 9780827612617)
- En collaboration:
  - (en) Mordecai Paldiel, Harold M. Schulweis and Abraham H. Foxman. The Path of the Righteous: Gentile Rescuers of the Jews During The Holocaust. 1993.  (ISBN 0881253766)
  - (en) Mordecai Paldiel & Bernard Scharfstein. Diplomat Heroes of the Holocaust, 2007.  (ISBN 0881259098)